# Formspring
A Formspring egy "kérdezz-felelek" alapú közösségi oldal, mely 2009. november 25-én jelent meg. Az oldalon a regisztrált felhasználók választ adhatnak a nekik feltett kérdésekre, mely kérdéseket névtelen egyének és más regisztrált felhasználók egyaránt megtehetik.

## Hírességek
A Formspring szolgáltatásait több híres média és híresség is igénybe veszi a rajongókkal való kapcsolattartás érdekében, többek között Margaret Cho, az IGN és  a Music Television.
A rendszert használja Jimmy Wales, a Wikipédia alapítója is.